# Palacio Consistorial de La Paz
El Palacio Consistorial de La Paz es el principal edificio administrativo del municipio de La Paz, Bolivia. En él se desarrollan las sesiones del Concejo y se hallan los despachos del alcalde y los concejales electos. Se encuentra en el centro de la ciudad, en la calle Mercado, esquina Colón.

## Características
El edificio fue diseñado en 1925 por el arquitecto y urbanista Emilio Villanueva Peñaranda, diseñado tras el incendio de las oficinas previas de la Alcaldía, fue inaugurado el 16 de julio de 1926, en conmemoración a las fiestas cívicas de la ciudad  y bendecido por el Concejo.

## Restauración de 2014
En 2014 fue intervenido por personal de la Escuela Taller de La Paz especializado en restauración. Se realizó mantenimiento en el hall central, gradas imperiales, pasillo del segundo nivel, puertas de ingreso, el piso y el techo de la infraestructura. El trabajo supuso recobrar el diseño original de estos espacios.